# 小行星698
小行星698（698 Ernestina）是一颗围绕太阳公转的小行星。1910年3月5日，約瑟夫·亨弗里奇在海德堡描述了此天体。
該小行星以马克斯·沃夫的儿子恩斯特·沃夫（Ernst Wolf）命名。
这颗小行星的绝对星等为10.9等。

## 外部連結
- Asteroid Lightcurve Database (LCDB) （页面存档备份，存于）, query form (info （页面存档备份，存于）)
- Dictionary of Minor Planet Names, Google books
- Discovery Circumstances: Numbered Minor Planets (10001)-(15000) （页面存档备份，存于） – Minor Planet Center
- 小行星698 at AstDyS-2, Asteroids—Dynamic Site
  - Ephemeris · Observation prediction · Orbital info · Proper elements · Observational info
- NASA JPL小天體瀏覽器上的小行星698

| 前一小行星： 小行星697 | 小行星列表 | 後一小行星： 小行星699 |